# Korythio
Korythio (in greco Tυρός?) è un ex comune della Grecia nella periferia del Peloponneso di 2 613 abitanti secondo i dati del censimento 2001.
È stato soppresso a seguito della riforma amministrativa detta Programma Callicrate in vigore dal gennaio 2011 ed è ora compreso nel comune di Tripoli.

## Località
Korythio è formato dall'insieme delle seguenti località:
- Agiorgitika
- Elaiochori
- Neochori
- Partheni
- Steno
- Zevgolateio